# Reinhold Messner

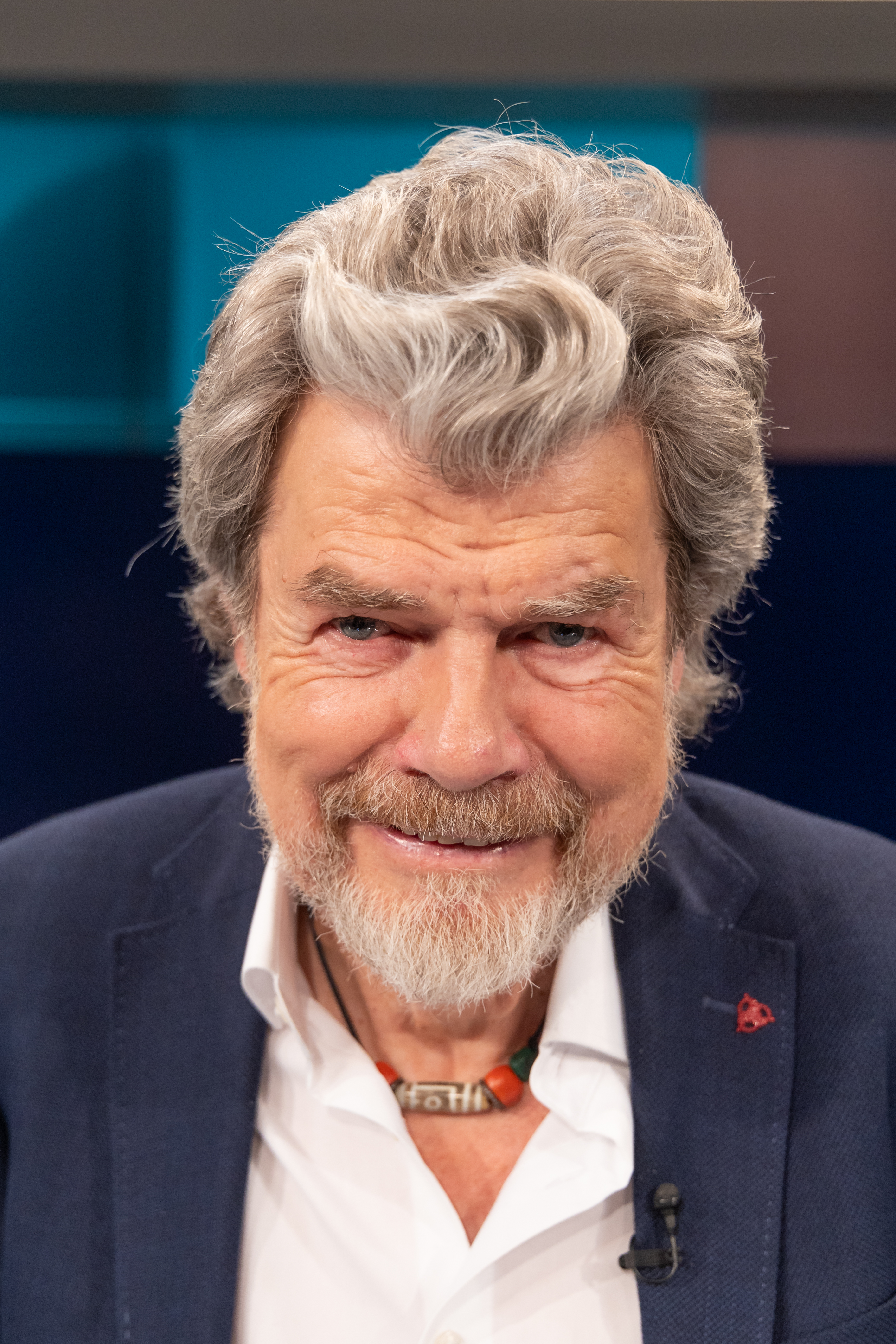
Reinhold Messner (2024)

Reinhold Andreas Messner (* 17. September 1944 in Brixen, Südtirol, Italien, seinerzeit Operationszone Alpenvorland) ist ein italienischer (Südtiroler) Extrembergsteiger, Abenteurer, Buchautor, Museumsgründer und ehemaliges Mitglied des Europäischen Parlaments (Verdi Grüne Vërc).
Messner ist einer der bekanntesten Bergsteiger der Welt. Er und Peter Habeler erreichten 1978 als erste Menschen den höchsten Gipfel der Erde (Mount Everest, 8848 m) ohne Zuhilfenahme von Flaschensauerstoff. Messner stand als Erster auf den Gipfeln aller vierzehn Achttausender (1970–1986, jeweils ohne Flaschensauerstoff). Ebenfalls als Erster hat er einen Achttausender im Alleingang bestiegen (Nanga Parbat 1978) und war zwei Jahre später der Erste, der den Mount Everest ohne Flaschensauerstoff im Alleingang bestieg. Zudem war er 1986 der Zweite, der bis dahin alle Gipfel der Seven Summits in der „Messner“-Version (mit Puncak Jaya) erklommen hatte. Weiter durchquerte er die Antarktis (1989/1990 mit Arved Fuchs), Grönland (1993) und die Wüste Gobi (2004).

## Leben
Messner wuchs mit acht Geschwistern – Helmut (* 1943), Günther (1946–1970), Erich (* 1948), Waltraud (* 1949), Siegfried (1950–1985), Hubert (* 1953), Hansjörg (* 1955) und Werner (* 1957) – in Villnöß in Südtirol auf. Die Eltern waren der Lehrer Josef (Sepp) Messner (1917–1985) sowie Maria Messner, geb. Troi (1913–1995). Seit den späten 1990er Jahren lebt er in Meran und im Juli/August oft auf seinem unter Denkmalschutz stehenden Schloss Juval am Eingang des Schnalstals im Südtiroler Vinschgau. In dem Bergdorf Sulden am Ortler züchtet er Yaks und hat in einem renovierten Bergbauernhof das Restaurant Yak und Yeti eingerichtet. Er unterhält außerdem das Messner Mountain Museum. Sein Zweitwohnsitz ist München.
Messner studierte Vermessungskunde an der Universität Padua. Ein Jahr lang unterrichtete er Mathematik und Naturkunde an der Mittelschule in Eppan.
Seit den 1990er Jahren reflektiert Messner sein gelegentlich extremes Handeln und seine Planung ausführlich und öffentlich. Dies hat ihn, wie viele Extremsportler, zu einem gefragten Trainer bei Manager-Seminaren gemacht. 1992 gründeten Messner und Herbert Henzler, der frühere Deutschland-Chef von McKinsey, eine Vereinigung für deutsche Spitzenmanager, die Similauner (benannt nach dem Berg Similaun), für gemeinsame Bergtouren, Ski-Abfahrtsrennen und berufliche Vorträge.
Privates
Messner war von 1972 bis 1977 mit Uschi Demeter verheiratet. Aus seiner Verbindung mit Nena Holguin stammt die Tochter Làyla. Am 31. Juli 2009 heiratete er seine langjährige Lebensgefährtin, die Wiener Textildesignerin Sabine Stehle, mit der er drei gemeinsame Kinder hat (Magdalena, Simon und Anna Juditha). Im Jahr 2020 wurde die Ehe geschieden. Am 28. Mai 2021 heiratete er seine dritte Ehefrau Diane Schumacher (damals 41), aus Luxemburg stammend und in München lebend.
Sein Vermögen schätzen Finanzexperten auf rund 30 Millionen Euro. Um spätere Erbstreitigkeiten zu verhindern, hat Messner sein Erbe bereits zu Lebzeiten an seine Kinder verschenkt. In einem Interview vom 21. Juli 2025 bezeichnete er dies jedoch als „einen seiner größten Fehler“. Das Verhältnis zu seinen Kindern sei angespannt. Er selbst habe von seinen eigenen Eltern nichts geerbt und sei glücklich darüber. Er habe sich zusammen mit seinen Geschwistern um die Eltern im Alter gekümmert. Bei ihm sei es nun umgekehrt. In dem Moment, als er „sein materielles Erbe an die Kinder und (Ex-)Ehefrau verteilt hatte, zerbrach die Familie. Die Frage, wer mehr bekommen hat, stand im Vordergrund“.

## Bedeutung für das Bergsteigen
Messner hat in den 1970er und 1980er Jahren das Höhenbergsteigen stilistisch verändert. Inspiriert durch den österreichischen Alpinisten Hermann Buhl und den italienischen Bergsteiger Walter Bonatti, übertrug Messner als einer der ersten Stil und Taktik der alpinen Kletterkunst auf das Höhenbergsteigen im Himalaya. So bestieg er im Alpinstil als erster die Achttausender ohne Flaschensauerstoff, Infrastruktur und Fixseile im Alleingang, mit einem Bergpartner oder mit kleinen, am Berg flexibel agierenden Gruppen, wobei die Gipfel nicht mehr, wie bis dahin üblich, wochenlang im Expeditionsstil mit zahlreichen Höhenlagern materialaufwendig „belagert“ wurden. Vielmehr konnten die Achttausender dank leichter und minimaler Ausrüstung bei günstigen Wetterverhältnissen schnell bestiegen und wieder verlassen werden. So wurde der Aufenthalt in der Todeszone zeitlich minimiert.

„Reinhold Messner gehörte zur ersten Reihe junger Alpinisten, die gegen Kommißbetrieb, Kameradschaftskult und heldische Phrasen rebellierten und die den neuen Geist der Zeit auch auf den Bergen wehen ließen – freilich auch neue Phrasen, die nun psychologisch waren statt heroisch und von ‚Motivation‘ und von ‚natural highs‘ tönten statt von Ehre und Mannesmut. Messner machte sich ein Vergnügen daraus, die geheiligten Tabus der Kletterwelt zu brechen.“

Messner hat den Selbstzweck des Bergsteigens als psychische und physische Grenz- und Selbsterfahrung in den Mittelpunkt seiner Unternehmungen gestellt und das über Massenmedien vermittelt. Zugleich hat er mit mehr als 80 Buchpublikationen (Stand 2014) über seine Abenteuer und Expeditionen, denen eine suggestive, an Metaphern reiche Sprache eigen ist, auch zur Bekanntheit des Bergsteigens als Extremsport beigetragen. Als rhetorisch versierter, oft polemisch argumentierender Bergsteiger hat Messner während und nach seiner Zeit als aktiver Sportler eine für Bergsteiger zuvor unbekannte Form von Medienpräsenz und Selbstvermarktung erreicht. Dazu trugen neben außergewöhnlichen sportlichen Erfolgen und Rekorden auch seine häufig polarisierenden, teilweise provozierenden Äußerungen zum Bergsteigen, dem modernen Sportklettern, Massentourismus und zu umweltpolitischen Fragen bei. Er war sich auch nicht zu schade, für die Sendung Verstehen Sie Spaß mitzumachen und auf einer eigens per Hubschrauber eingeflogenen Imbisshütte seiner Verwunderung Ausdruck zu geben – verbunden mit einem Appell an ein umweltfreundliches Verhalten beim Bergwandern und -steigen.

## Politische Betätigung

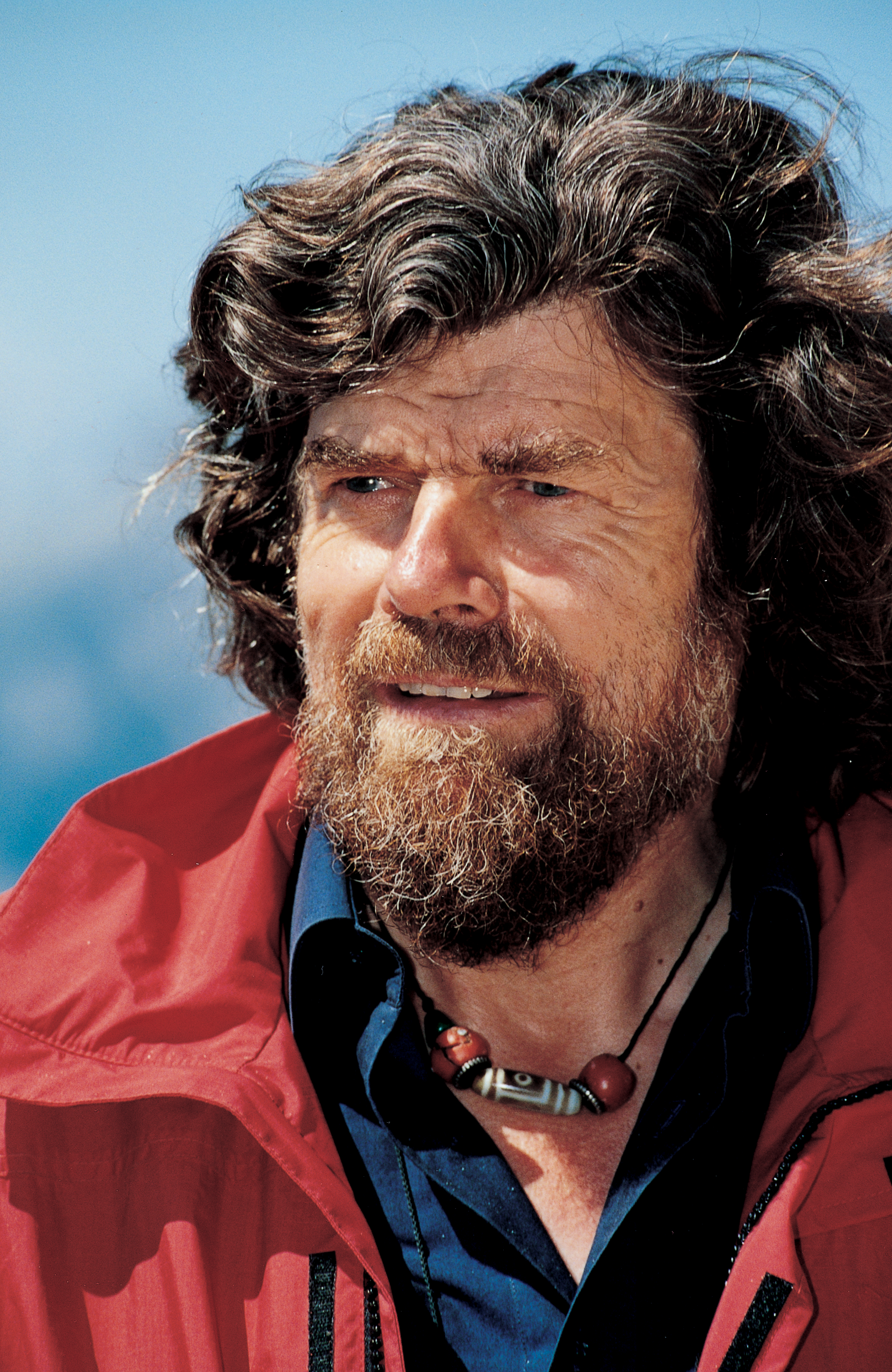
Reinhold Messner (2002)

Messner engagiert sich seit den 1980er Jahren für Umweltschutz; u. a. war er offener Promotor der 1983 kandidierenden Alternativen Liste für das andere Südtirol des späteren grünen Europaparlamentariers Alexander Langer. 1999 wurde Messner selbst als parteiloser Kandidat für die Grünen Südtirols (Verdi Grüne Vërc) für fünf Jahre ins Europäische Parlament gewählt. Vom 20. Juli 1999 bis zum 19. Juli 2004 vertrat er dort die italienischen Grünen (Federazione dei Verdi). Danach bewarb er sich für seine Wiederwahl bei den bayerischen Grünen, wurde dort aber nicht als Kandidat akzeptiert. Im Frühjahr 2012 warb er im Vorfeld eines Bürgerentscheids für die Erweiterung des Münchner Flughafens.

## Expeditionen

### Besteigungen bis 1970
Reinhold Messner machte bis 1970 vorwiegend durch seine Leistungen in den Alpen auf sich aufmerksam. Bis 1964 führte er über 500 Klettertouren durch, meist in den Dolomiten. 1965 beging er die direkte Ortler-Nordwand als Erster. Ein Jahr später bestieg er den Walkerpfeiler der Grandes Jorasses und die Rocchetta Alta di Bosconero. 1967 unternahm er die erste Begehung der Monte-Agnèr-Nordostwand und die ersten Winterbegehungen der Monte Agnèr-Nordkante und der Furchetta-Nordwand. 1968 folgten die nächsten Erstbegehungen, die des Heiligkreuzkofel-Mittelpfeilers sowie der direkten Marmolata-Südwand. Im folgenden Jahr nahm Messner an einer Anden-Expedition teil, dabei gelang ihm zusammen mit Peter Habeler die Erstdurchsteigung der Yerupaja-Ostwand bis zum Gipfelgrat und einige Tage später die Erstbesteigung des 6121 Meter hohen Yerupaja Chico. Zudem machte er die erste Alleinbegehung der Droites-Nordwand, der Philipp-Flamm-Verschneidung an der Civetta sowie der Südwand der Marmolata di Rocca. Als seine schwerste Kletterstelle bei einer Erstbegehung wird die „Messnerplatte“ in der Route Große Mauer (6.–7. Juli 1968) am Heiligkreuzkofel angesehen. Sie wird heute mit UIAA VIII bewertet und wurde erst 1978 von Heinz Mariacher wiederholt. Auf Grund seiner Leistungen errang Messner den Ruf, einer der besten Bergsteiger in Europa zu sein. Er selbst bezeichnete jedoch Enzo Cozzolino als den besten Kletterer, den er je kennengelernt hatte. Aufgrund seiner Leistungen wurde Messner 1970 zu einer großen Himalaya-Expedition eingeladen. Im Lichte der späteren Erfolge kann das Jahr 1970 als einer der Wendepunkte in Messners Leben und Karriere angesehen werden.

### Besteigungen der Achttausender nach 1970
Reinhold Messner bestieg als erster Mensch und ohne zusätzlichen Sauerstoff alle vierzehn Achttausender der Erde. Dabei gehörten seine Besteigungen immer zu den ersten zwanzig Besteigungen des jeweiligen Berges überhaupt. Im Einzelnen sind dies:

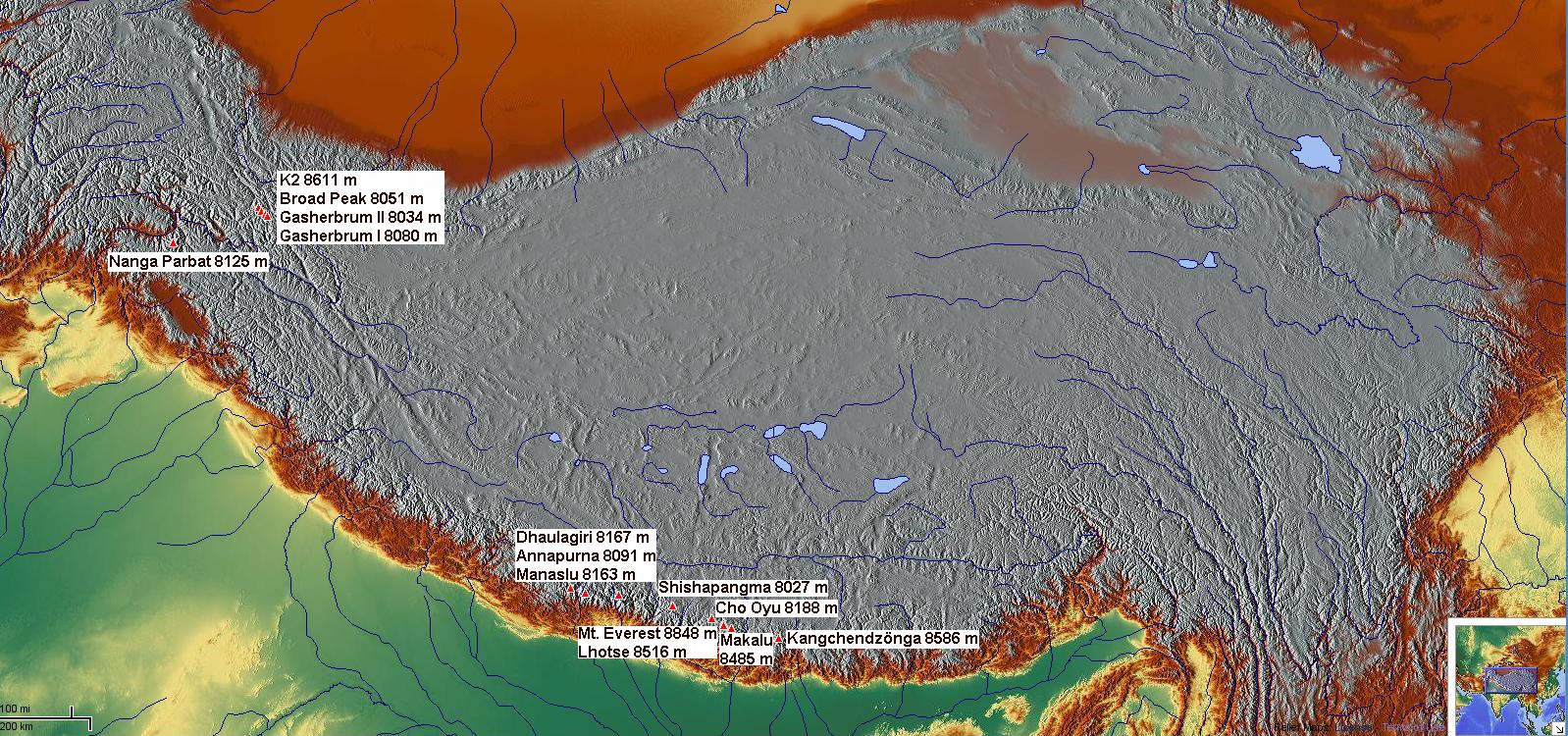
Lage der Achttausender

| Jahr | Berg (Gipfelhöhe in Meter)                                     |
| ---- | -------------------------------------------------------------- |
| 1970 | Nanga Parbat (8125)                                            |
| 1972 | Manaslu (8163)                                                 |
| 1975 | Hidden Peak (Gasherbrum I) (8080)                              |
| 1978 | Mount Everest (8848), Nanga Parbat (8125)                      |
| 1979 | K2 (8611)                                                      |
| 1980 | Mount Everest (8848)                                           |
| 1981 | Shishapangma (8027)                                            |
| 1982 | Kangchendzönga (8586), Gasherbrum II (8034), Broad Peak (8051) |
| 1983 | Cho Oyu (8188)                                                 |
| 1984 | Hidden Peak (Gasherbrum I) (8080), Gasherbrum II (8034)        |
| 1985 | Annapurna (8091), Dhaulagiri (8167)                            |
| 1986 | Makalu (8485), Lhotse (8516)                                   |

#### Besteigungen des Nanga Parbat

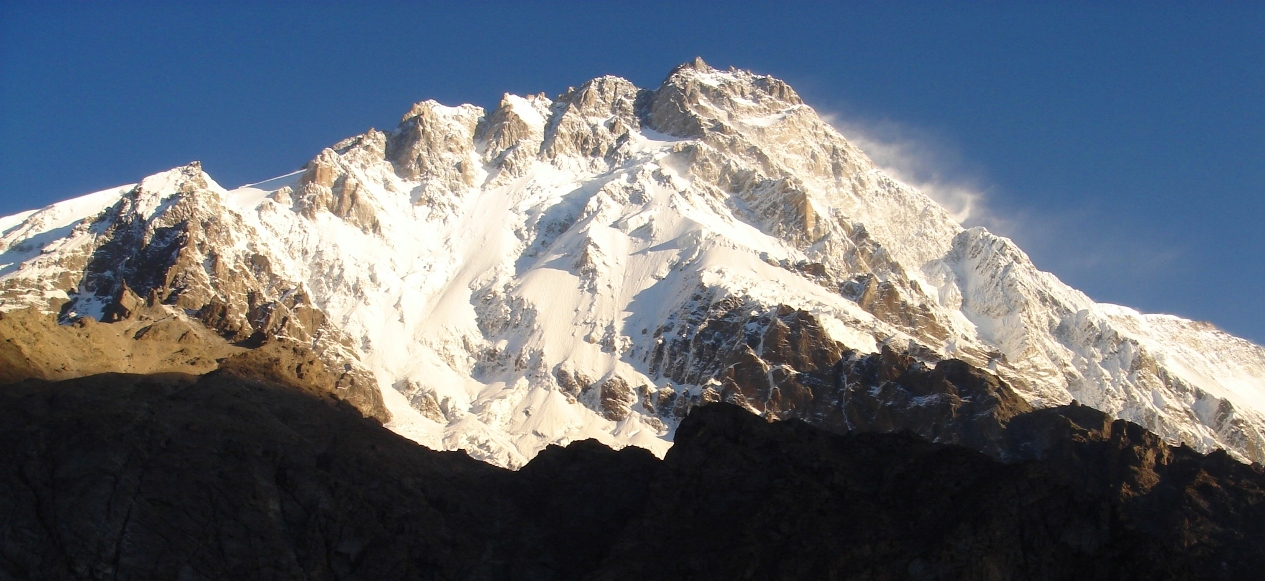
Rupalwand des Nanga Parbat

Reinhold Messner unternahm insgesamt fünf Expeditionen zum Nanga Parbat. 1970 und 1978 erreichte er den Gipfel. 1971, 1973 und 1977 gelang ihm dies nicht, wobei er 1971 vornehmlich nach dem Leichnam seines Bruders suchte.

##### Rupalwand 1970
Im Mai und Juni 1970 nahm Reinhold Messner an der von Karl Herrligkoffer geleiteten Nanga-Parbat-Südwand-Expedition teil, die das Ziel hatte, die noch unbestiegene Rupalwand zu durchsteigen, die höchste Steilwand der Erde. Als Ersatzmann war sein Bruder Günther nachgerückt. Reinhold Messner war am Morgen des 27. Juni in der Annahme, das Wetter werde sich bald verschlechtern, allein vom letzten Hochlager gestartet; sein Bruder stieg ihm aber überraschend nach und holte ihn noch vor dem Gipfel ein. Am späten Nachmittag erreichten beide den Gipfel des Berges und mussten aufgrund des nahenden Abends ein Notbiwak ohne Zelt, Schlafsäcke und Kocher einlegen. Die folgenden Ereignisse sind Gegenstand eines jahrelangen, auch juristischen Streits zwischen den damaligen Expeditionsteilnehmern und sind nicht endgültig geklärt. Gesichert war zunächst nur, dass Reinhold Messner über die Diamirflanke abstieg und dabei die erste Überschreitung des Nanga Parbat ausführte (die zweite Überschreitung eines Achttausenders nach dem Mount Everest 1963). Er gelangte nach sechs Tagen mit schweren Erfrierungen ins Tal und überlebte. Sein Bruder Günther hingegen starb. Reinhold Messner berichtete, dass sein Bruder verlorenging, als sie in der Diamirflanke abstiegen. Sie seien beim gemeinsamen Abstieg zwischendurch immer wieder weit voneinander entfernt gewesen.
Streitigkeiten und Gerichtsprozesse fanden zunächst in den Jahren unmittelbar nach der Expedition zwischen Reinhold Messner und dem Expeditionsleiter Herrligkoffer statt. Nach dessen Tod und einem Vierteljahrhundert der Ruhe flammte der Streit schließlich im Oktober 2001 wieder auf, als Reinhold Messner überraschend Vorwürfe wegen unterlassener Hilfeleistung gegen die damaligen Kameraden erhob. Von Seiten der damaligen Kameraden wird auch darauf hingewiesen, dass Reinhold Messner ihnen im Vorfeld der Gipfelbesteigung von seinen Gedanken an eine Überschreitung des Berges erzählt habe; Messner selbst beteuert hingegen, er habe die Entscheidung für den Abstieg auf der Diamir-Seite spontan und aus Sicherheitsgründen zusammen mit seinem Bruder getroffen. Eine Reihe von neuen Büchern (Max-Engelhardt von Kienlin, Hans Saler, Ralf-Peter Märtin, Reinhold Messner) heizte den Streit (u. a. mit Mutmaßungen und persönlichen Angriffen) an und führte zu weiteren Gerichtsprozessen.
2005 konnte geklärt werden, dass Reinhold Messners Version zutrifft, dass sein Bruder beim Abstieg über die Diamirflanke umgekommen ist und nicht, wie von einigen Kritikern vermutet, beim Rückzug über die Rupal-Wand. Auf der Diamir-Seite wurden am 17. Juli 2005 auf rund 4600 Meter Höhe Leichenteile und Ausrüstungsstücke entdeckt. Reinhold Messner konnte nach eigenen Angaben seinen Bruder anhand der Schuhe und einer Jacke identifizieren. DNA-Untersuchungen eines Knochenrestes an der Medizinischen Universität Innsbruck im Oktober 2005 ergaben laut dem beteiligten Pathologen Walther Parson und seinen Mitarbeitern: Die Wahrscheinlichkeit, dass der untersuchte Zehenknochen von Messners Bruder stamme, sei „um 17,8 Millionen Mal höher, als dass er von einer fremden Person ist“. Damit war bewiesen, dass es sich bei der Gletscherleiche um Günther Messner handelt. Die genauen Todesumstände bleiben jedoch weiterhin unbekannt.
Das Drama wurde 2008/2009 von Joseph Vilsmaier auf Grundlage der Erinnerungen Reinhold Messners und ohne Beteiligung der anderen damaligen Expeditionsteilnehmer unter dem Titel Nanga Parbat verfilmt. Der Spielfilm wurde ab Mitte Januar 2010 in den Kinos gezeigt und kann nicht als vollständig authentische Dokumentation der damaligen Ereignisse gelten.
Reinhold Messner erlitt Erfrierungen, vor allem an den Füßen. Sieben Zehen mussten amputiert werden. Daher konnte er seit der Expedition 1970 nicht mehr so gut wie zuvor im Fels klettern. Er wandte sich den höheren Bergen zu, wo es viel Eis gibt.

##### Solobesteigung 1978
Nach drei gescheiterten Expeditionen gelang Reinhold Messner 1978 eine Alleinbesteigung des Nanga Parbat, wobei er als erster Mensch überhaupt einen Achttausender von der Basis bis zum Gipfel im Alleingang bewältigte. Er nutzte dafür den südlicheren Teil der Diamirflanke und wählte zum Aufstieg eine neue Route. Das Basislager, in dem sich außer ihm nur eine befreundete Ärztin und der obligatorische Begleitoffizier aufhielten, verließ er am 6. August und erreichte den Gipfel am Nachmittag des 9. August. Da ein Erdbeben am 8. August seine Aufstiegsroute zerstört hatte, ließ er am 11. August nach einem Schlechtwettertag sein gesamtes Gepäck unterhalb des Gipfels zurück und stieg in einem Gewaltmarsch über eine gefährliche Direktroute wieder zum Basislager ab.

#### Besteigung des Manaslu
Messner gelang 1972 die Besteigung des Manaslu über die bis dahin noch völlig unbekannte Südwand des Berges, von der es nicht einmal Bilder gab. Vom letzten Hochlager an stieg er mit Franz Jäger zusammen, der aber vor Erreichen des Gipfels umdrehte. Kurz nach Erreichen des Gipfels änderte sich das Wetter, und starker Nebel und Schneefall kamen auf. Zunächst verirrte sich Messner auf dem Rückweg, fand aber später den Weg zurück ins Hochlager, wo bereits Horst Fankhauser und Andreas Schlick auf Messner und Jäger warteten. Jäger kam nicht zurück, obwohl man seine Rufe vom Lager aus hören konnte. Die Orientierung war zu schwer geworden. Fankhauser und Schlick begannen deshalb noch am Abend mit der Suche, aber auch sie verirrten sich und suchten zunächst Schutz in einer Schneehöhle. Messner selbst war nicht mehr in der Lage zu suchen. Am folgenden Tag kam nur Horst Fankhauser zurück. Andi Schlick hatte noch in der Nacht die Schneehöhle verlassen und sich ebenfalls verirrt. Somit hatte die Expedition zwei Tote zu beklagen. Später wurde Messner vorgeworfen, er hätte Franz Jäger nie allein den Berg hinabsteigen lassen dürfen; ein Vorwurf, der von anderen Teilnehmern dieser Manaslu-Expedition widerrufen worden ist.

#### Besteigungen des Gasherbrum I
Die Besteigung des Gasherbrum I stellte einen Meilenstein des Bergsteigens dar. Erstmals gelang es einer kleinen Expedition, im Alpinstil einen Achttausender zu besteigen. Bis dahin waren alle Achttausender im Expeditionsstil bestiegen worden. Zusammen mit Peter Habeler gelang Messner am 10. August 1975 damit die zweite Besteigung des Berges. Mit dieser Besteigung war Messner der erste Mensch überhaupt, der mehr als zwei Achttausender bestiegen hatte.
1984 erreichte Messner erneut den Gipfel, diesmal zusammen mit Hans Kammerlander. Dies geschah im Rahmen der bis heute einzigen Doppelüberschreitung zweier Achttausender (Gasherbrum I und II), d. h., sie stiegen zwischendurch nicht ins Basislager ab. Dabei wählten sie im Gegensatz zu Jean-Christophe Lafaille 1996 eine direkte Route vom ersten zum zweiten Berg. Auch dies geschah im Alpinstil, also ohne vorheriges Anlegen von Depots. Die Wanderung zum Basislager sowie Aufbruch zur und Rückkehr von der Doppelüberschreitung wurden in Werner Herzogs Film Gasherbrum – Der leuchtende Berg dokumentiert.

#### Besteigungen des Mount Everest

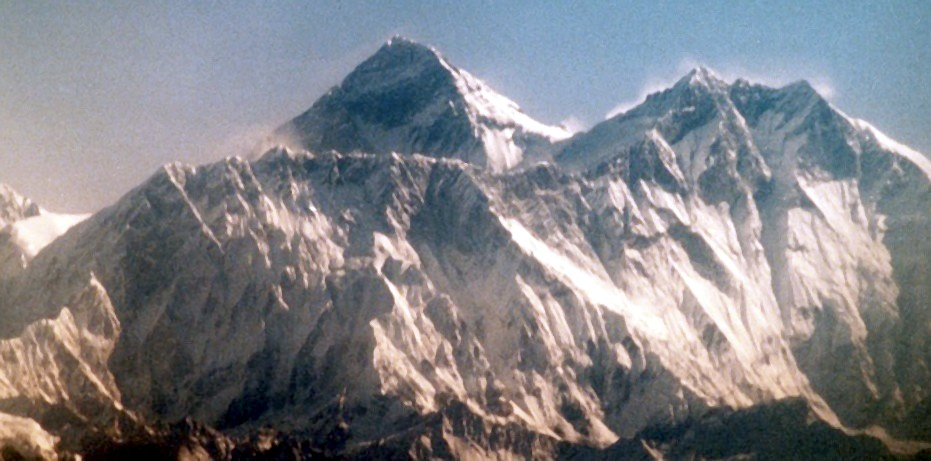
Mount Everest, davor der Nuptse und rechts der Lhotse

Am 8. Mai 1978 stand Reinhold Messner zusammen mit Peter Habeler auf dem Gipfel des Mount Everest, beide hatten dies als erste Menschen überhaupt ohne die Verwendung von zusätzlichem Sauerstoff erreicht. Vor dieser Besteigung war umstritten, ob dies überhaupt ohne gesundheitliche Folgeschäden möglich wäre. Messner und Habeler stiegen als Teilnehmer einer Expedition unter Wolfgang Nairz über die Südroute auf den Gipfel. Ebenfalls bei dieser Expedition dabei war Reinhard Karl, der als erster Deutscher den Gipfel (mit zusätzlichem Sauerstoff) erreichte.
Zwei Jahre später, am 20. August 1980, stand Messner erneut auf dem höchsten Berg der Erde. Auch diesmal stieg er ohne zusätzlichen Sauerstoff. Er wählte für seine Solo-Besteigung die Nordroute zum Gipfel, wobei er oberhalb des Nordsattels in der Nordwand zum Norton-Couloir querte und diese Steilschlucht als Erster bis zum Gipfel durchstieg. Messner entschied sich während des Aufstiegs spontan für diese Route, um den ausgesetzten Nordostgrat zu umgehen. Vor dieser Alleinbegehung hatte er keine Lager auf dem Berg eingerichtet.

#### Besteigung des K2

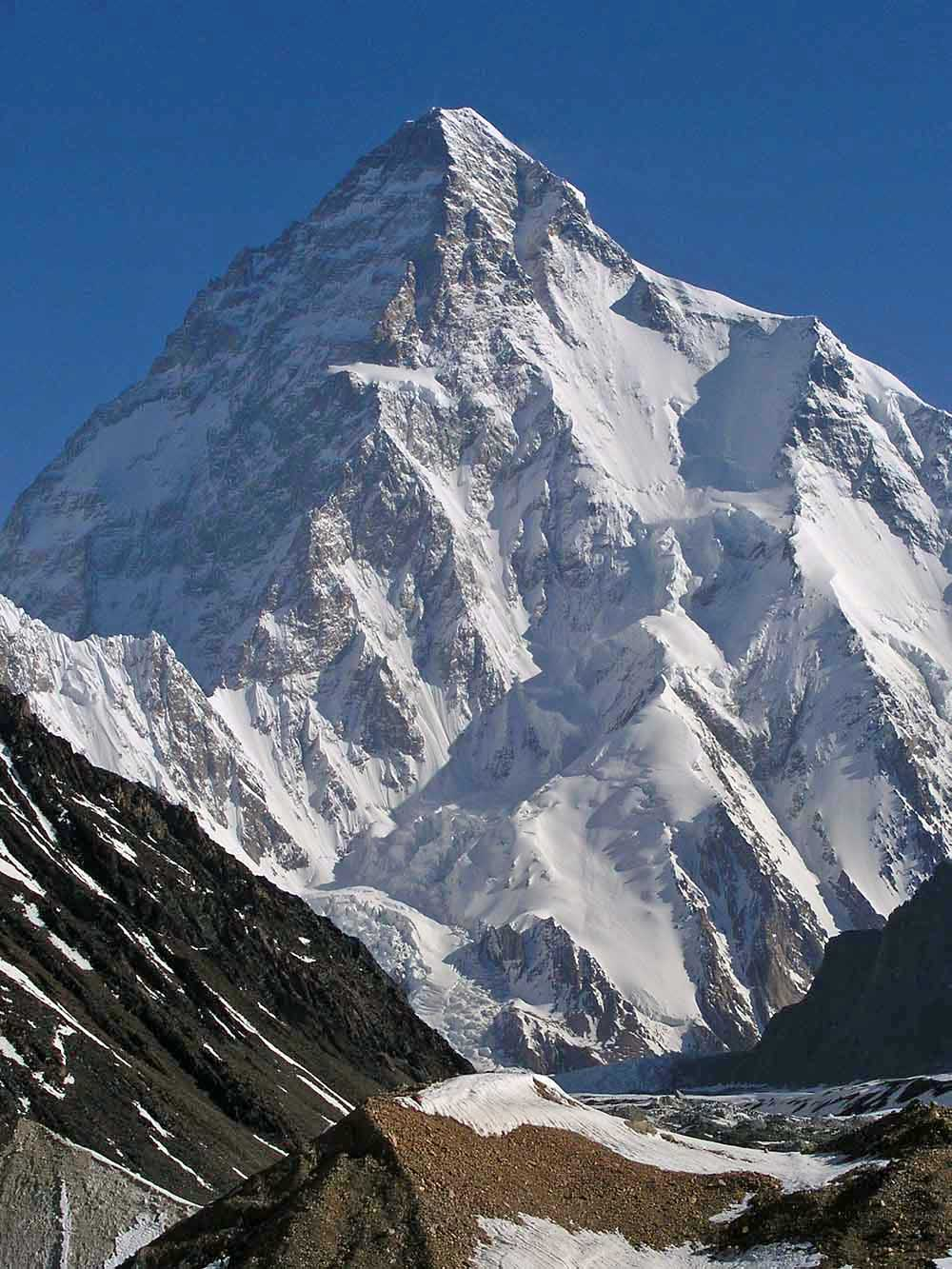
Der K2 vom Concordiaplatz gesehen

Für das Jahr 1979 plante Messner die Besteigung des K2 auf einer neuen, direkten Route durch die Südwand, die er „Magic Line“ nannte. Die von Messner geleitete Kleinexpedition bestand aus sechs Bergsteigern, den Italienern Alessandro Gogna, Friedl Mutschlechner und Renato Casarotto, dem Österreicher Robert Schauer und dem Deutschen Michl Dacher sowie dem deutschen Journalisten Jochen Hoelzgen und der Ärztin Ursula Grether, die sich beim Anmarsch verletzte und von Messner und Mutschlechner nach Askole getragen werden musste. Wegen der Lawinengefahr in der ursprünglich geplanten Route sowie des Zeitverlusts beim Anmarsch entschied man sich für den Abbruzzengrat. Die Route wurde mit Fixseilen und Hochlagern ausgestattet, auf die Hilfe von Hochträgern und den Einsatz von Flaschensauerstoff wurde jedoch verzichtet. Am 12. Juli erreichten Messner und Dacher den Gipfel, danach verschlechterte sich das Wetter, die Versuche der anderen Teilnehmer scheiterten.

#### Besteigung des Shishapangma
Während seines Tibetaufenthaltes im Rahmen des Everest-Alleingangs hatte Messner bereits Gelegenheit, den Shishapangma zu erkunden. Ein Jahr später errichtete Messner zusammen mit Friedl Mutschlechner, Oswald Oelz und Gerhard Baur das Basislager auf der Nordseite des einzigen Achttausenders, der voll und ganz auf chinesischem Territorium steht. Zum Teil als Skibesteigung erreichten Messner und Mutschlechner am 28. Mai bei sehr schlechtem Wetter den Gipfel.

#### Besteigung des Kangchendzönga
Im Jahr 1982 wollte Messner – als erster Bergsteiger überhaupt – drei Achttausender in einem Jahr besteigen. Den Anfang plante er am Kangchendzönga, um danach noch den Gasherbrum II und den Broad Peak zu besteigen.
Messner hatte sich für eine neue Aufstiegsvariante in der Nordwand entschieden. Da zum Zeitpunkt der Expedition noch sehr viel Schnee lag, kamen Messner und Mutschlechner nur sehr langsam voran. Auf Grund der bergsteigerischen Schwierigkeiten waren die Bergsteiger gezwungen, Fixseile zu verwenden. Am 6. Mai standen Messner, Mutschlechner und Ang Dorje auf dem Gipfel. Dort erlitt Mutschlechner Erfrierungen an den Händen, später auch noch an den Füßen. Beim Biwakieren im Abstieg zerriss das Zelt von Messner und Mutschlechner, zudem erkrankte Messner. Er litt an einem Amöben-Abszess in der Leber, wodurch er sehr schwach wurde. Nur mit Hilfe von Mutschlechner gelangte er wieder ins Basislager.

#### Besteigungen des Gasherbrum II
Nach der Kangchendzönga-Besteigung flog Mutschlechner zurück nach Europa, da die Erfrierungen behandelt werden mussten, und auch Messner brauchte Erholung. Somit konnten beide die Trilogie nicht wie geplant zu Ende führen. Messner konnte von seinem Amöben-Abszess in der Leber geheilt werden und reiste dann zum Gasherbrum II, den er dann nicht wie geplant über neue Routen überschreiten konnte. Dazu waren seine Seilgefährten Sher Khan und Nazir Sabir nicht stark genug. Dennoch erreichten alle drei am 24. Juli im Sturm den Gipfel. Beim Aufstieg entdeckte Messner die Leiche eines zuvor verschollenen österreichischen Bergsteigers, den er zwei Jahre später bei der GI-GII-Überschreitung bestattete.

#### Besteigung des Broad Peak
Mit dem Broad Peak bestieg Messner den dritten Achttausender im Jahr 1982. Er hatte zu diesem Zeitpunkt die einzige Erlaubnis für eine Besteigung dieses Berges, dennoch kamen ihm Jerzy Kukuczka und Wojciech Kurtyka entgegen. Sie hatten eigentlich eine Erlaubnis zum Besteigen des K2 und nutzten die geografische Nähe aus, um auch den Broad Peak (illegal) zu besteigen. Messner selbst stand erneut zusammen mit Khan und Sabir am 2. August auf dem Gipfel; die drei Bergsteiger waren gleich nach der Besteigung des Gasherbrum II zum benachbarten Broad Peak aufgebrochen. Der Aufstieg erfolgte mit einer Variante im Einstieg über den Normalweg.

#### Besteigung des Cho Oyu
Im Winter 1982/1983 versuchte Messner die erste Winterbesteigung des Cho Oyu. Er kam dabei auf etwa 7500 m Höhe. Dort zwangen ihn die großen Schneemassen zur Umkehr. Bei dieser Expedition war erstmals Hans Kammerlander der Bergpartner von Messner. Wenige Monate später erreichte er über eine teilweise neue Route zusammen mit Kammerlander und Michl Dacher am 5. Mai den Gipfel.

#### Besteigung der Annapurna
Im Jahr 1985 gelang Messner die Besteigung der Annapurna. Über eine neue Route in der Nordwestwand erreichte er zusammen mit Kammerlander am 24. April den Gipfel. Ebenfalls bei dieser Expedition dabei waren Reinhard Patscheider, Reinhard Schiestl und Darshano L. Rieser, die den Gipfel nicht erreichten. Bereits bei Messners und Kammerlanders Besteigung war das Wetter nicht gut; wegen starker Schneefälle mussten ihnen die anderen drei beim Abstieg helfen.
Aufgrund der Untersuchung von Eberhard Jurgalski soll Messner den Gipfel der Annapurna nie erreicht haben und das Guinness World Records stufte ab Februar 2023 die Rekorde „Erste Person, welche alle 8000-m-Berge bestieg“ und „Erste Person, welche alle 8000-m-Berge ohne mitgeführten Sauerstoff bestieg“ als „veraltet“ ein. Jurgalski zufolge sei Messner 65 Meter vor und fünf Meter unter dem Gipfel umgekehrt. Die von Bergsteigern als relevante Instanz geltende The Himalayan Database folgte dieser Einschätzung jedoch nicht und sieht Messners Annapurna-Besteigung von 1985 weiterhin als gültig an. Wenig später überarbeitete auch Jurgalski seine Statistik und erklärte Messners Erstbesteigung der Annapurna für gültig. Auch der Eintrag bei Guinness World Records soll daher wieder auf Messner als Rekordhalter umgestellt werden.

#### Besteigung des Dhaulagiri

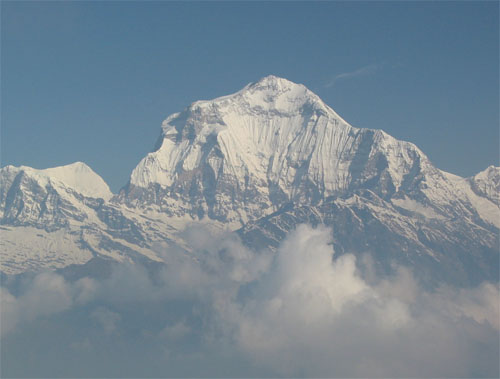
An der Dhaulagiri-Südwand scheiterte Messner 1977 und 1984

Bereits 1977 und 1984 hatte Messner die Besteigung des Dhaulagiri versucht, war aber gescheitert. Im Jahr 1985 hatte er Erfolg. Er stieg mit Kammerlander über den Normalweg (Nordostgrat) auf. Nach nur drei Tagen Kletterei standen sie am 15. Mai in einem starken Gewitter auf dem Gipfel.

#### Besteigung des Makalu
Messner versuchte viermal, den Makalu zu besteigen. Er scheiterte 1974 an der Südwand und 1981 am Südostgrat. Im Winter 1985/1986 versuchte Messner die Wintererstbesteigung des Makalu über den Normalweg. Auch diese gelang nicht. Erst im Februar 2009 wurde der Makalu erfolgreich von Simone Moro und Denis Urubko erstmals im Winter bestiegen.
Im Jahr 1986 gelang Messner zusammen mit Kammerlander und Mutschlechner die Besteigung über den Normalweg. Obwohl sie bei dieser Expedition bereits zweimal am Berg umkehren mussten, standen sie beim dritten Anlauf am 26. September auf dem Gipfel. Bei dieser Expedition wurde Messner Zeuge des Todes von Marcel Rüedi, der mit dem Makalu den zehnten Achttausender bestiegen hatte. Rüedi war auf dem Rückweg vom Gipfel und wurde von Messner und den anderen Bergsteigern beim Abstieg beobachtet. Er kam zwar langsam, aber scheinbar sicher voran. Der Tee zum Empfang war bereits gekocht, als Rüedi hinter einem Schneerücken verschwand und nicht mehr auftauchte. Er wurde kurze Zeit später tot aufgefunden.

#### Besteigung des Lhotse
Seinen letzten Achttausender, den Lhotse, bestieg Messner am 16. Oktober 1986 zusammen mit Hans Kammerlander über den Normalweg. Dabei hatten beide Bergsteiger mit dem starken Wind im Gipfelbereich zu kämpfen. Um noch in diesem Jahr und vor Wintereinbruch den Gipfel erreichen zu können, wurde das Lhotse-Basislager jedoch vom Makalu-Basislager aus direkt mit einem Helikopter angeflogen. Diese Darstellung wies Messner jedoch bei einem Vortrag am 10. August 2023 in Tübingen als falsch zurück. Letztlich konnte Messner aber als erster Mensch noch vor Jerzy Kukuczka alle 8000er erfolgreich besteigen. Nach dieser Besteigung ist Messner nie mehr auf einem Achttausender gewesen. 1989 leitete Messner eine europäische Expedition an der Südwand des Berges. Diese hatte zum Ziel, einen Weg durch die damals noch unbestiegene Wand zu finden. Messner selbst wollte allerdings nicht mehr aufsteigen. Auch blieb die Expedition erfolglos.

### Weitere Touren nach 1970

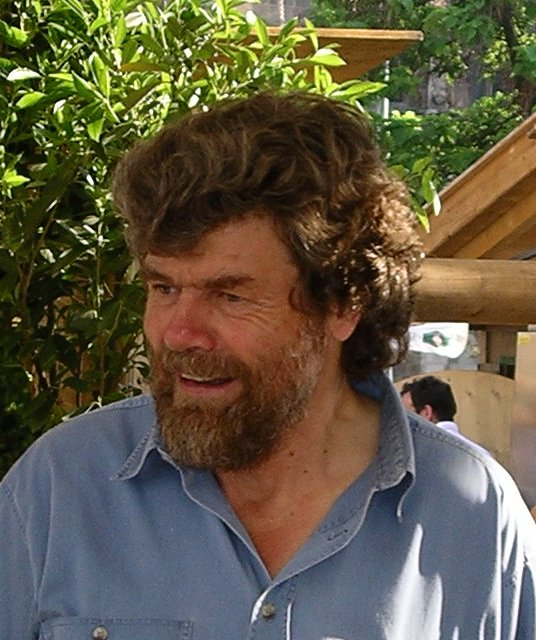
Reinhold Messner (2004)

- 1971:  Reisen in die Berge von Persien, Nepal, Neuguinea, Pakistan, Ostafrika
- 1972: Noshak (7492 m) im Hindukusch
- 1973: Marmolata-Westpfeiler, erste Begehung; Furchetta-Westwand, erste Begehung
- 1974: Aconcagua-Südwand (6959 m), teilweise neue „Tiroler Route“; Eiger-Nordwand mit Peter Habeler in 10 Stunden (damalige Rekordzeit)
- 1976: Mount McKinley (6190 m), „Wand der Mitternachtssonne“, erste Begehung
- 1978: Kilimandscharo (5895 m), „Breach Wall“, erste Begehung
- 1979: Ama-Dablam-Rettungsaktion; Erstbegehungen im Hoggar-Gebirge, Afrika
- 1981: Chamlang (7317 m) Mittelgipfel-Nordwand, erste Begehung
- 1985: Tibet-Transversale mit Kailash-Erkundung
- 1986: Osttibet-Durchquerung; Mount Vinson (4897 m, Antarktis)
- 1987: Bhutan-Reise; Pamir-Reise
- 1988: Yeti-Tibet-Expedition im Alleingang
- 1989 / 1990: Antarktis-Durchquerung (über den Südpol) zu Fuß, 2800 km Laufstrecke mit Arved Fuchs
- 1991: Bhutan-Durchquerung (Ost-West); „Rund um Südtirol“ als Standortbestimmung
- 1992:  Besteigung des Chimborazo (6310 m); Durchquerung der Wüste Taklamakan in Xinjiang
- 1993:  Reise nach Dolpo, Mustang und Manang in Nepal; Grönland-Längsdurchquerung (Diagonale) zu Fuß, 2200 km Laufstrecke
- 1994: Säuberungsaktion in Nord-Indien/Gangotri, Shivling-Gebiet (6543 m); zum Ruwenzori (5119 m), Uganda
- 1995: Arktis-Durchquerung (Sibirien-Kanada) gescheitert; Reise zum Belucha (4506 m), Altai-Gebirge/Sibirien
- 1996: Reise durch Osttibet und zum Kailash
- 1997: Reise nach Kham (Osttibet); Kleinexpedition ins Karakorum; Filmarbeit am Ol Doinyo Lengai (heiliger Berg der Massai) in Tansania
- 1998: Reise ins Altaigebirge (Mongolei) und in die Puna de Atacama (Anden)
- 1999: Filmarbeit: San Francisco Peaks/USA (heiliger Berg der Navajo); Reise in die Wüste Thar/Indien
- 2000: Überquerung von South Georgia auf der Shackleton-Route; Nanga-Parbat-Expedition; Filmarbeit am Fuji/Japan für die ZDF-Serie „Wohnungen der Götter“
- 2001: Dharamsala und Ausläufer des Himalaya/Indien; ZDF-Serie „Wohnungen der Götter“ am Gunung Agung/Bali
- 2002: Im „Internationalen Jahr der Berge“ Besuch von Bergvölkern in den Anden und Besteigung des Cotopaxi (5897 m), Ecuador
- 2003: Trekking zum Mount Everest (Jubiläumstreffen zum fünfzigsten Jahrestag der Erstbesteigung); Reise nach Franz-Josef-Land/Arktis; am 1. Oktober Eröffnung der „Günther Mountain School“ im Diamir Tal am Nanga Parbat/Pakistan
- 2004: Längsdurchquerung der Wüste Gobi (Mongolei) zu Fuß und per Anhalter, Distanz ca. 2000 km[41]
- 2005: Reise zu den Dyva-Nomaden in der Mongolei; „Zeitreise“ rund um den Nanga Parbat/Pakistan

## Messner Mountain Museumskomplex
Ab 2003 arbeitete Messner an dem Projekt eines Bergmuseums. Am 11. Juni 2006 eröffnete das Messner Mountain Museum (MMM), das das Werden und Vergehen der Berge, die Kulturen im Himalaya und die Geschichte Südtirols in einem Museum vereint.
Das MMM besteht aus dem zentralen Teil auf Schloss Sigmundskron, in dem das Verhältnis zwischen Berg und Mensch im Mittelpunkt steht, sowie fünf Zweigstellen, in denen Einzelthemen behandelt werden:
- Die Dauerexposition im Schloss Juval im Burggrafenamt widmet sich dem Thema der mystischen Berge, wie Kailash oder Uluru, und deren religiösen Dimensionen.
- Das MMM auf dem Monte Rite (2181 Meter) widmet sich Felsen, insbesondere den Dolomiten. Dabei wird die Erschließungsgeschichte der Dolomiten behandelt. Es ist in einem alten Fort untergebracht.
- Das vierte MMM befindet sich in Sulden am Ortler. Hier dreht sich alles um das Eis. Dabei wird auf die Geschichte des Bergsteigens im Eis und die großen Gletschermassen der Erde eingegangen. Neben dem MMM befindet sich der Gasthof Yak und Yeti.
- Das fünfte MMM wurde im Juli 2011 auf Schloss Bruneck im Pustertal eröffnet. Neben der Darstellung der unterschiedlichen Bergvölker, wie Sherpa, Tibeter und Hunza, sollen jedes Jahr Gäste aus Bergregionen im Schloss über ihr Leben berichten.[43]
- Das sechste MMM auf dem Kronplatz behandelt das Thema Klettern und wurde im Juli 2015 seiner Bestimmung übergeben. Weitere Museen werde es nicht geben, so Messner, der bei der Eröffnung des von Zaha Hadid gestalteten Museums das damit abgeschlossene MMM-Projekt gleichzeitig als seinen „15. Achttausender“ bezeichnete.[44]
- Das siebte MMM wird derzeit auf dem Gipfelplateau des Helm (Monte Elmo) errichtet. Es handelt sich nicht um einen Neubau, sondern um den ressourcenschonenden Umbau der ehemaligen Bergstation der Gondelbahn. Die Eröffnung ist laut Messner für Herbst 2024 geplant.

## Publikationen

Reinhold Messner – Schloss Juval (1994)

### 1970–1979
- Zurück in die Berge. Bergsteigen als Lebensform. Gedanken und Bilder. Ein Bildband. Athesia, Bozen 1970.
- Die rote Rakete am Nanga Parbat: Drehbuch zu einem Film, der nie gezeigt werden kann. Nymphenburger, München 1971, ISBN 3-485-01754-X.
- Aufbruch ins Abenteuer. Bergerlebnisse aus 5 Kontinenten. Athesia, Bozen 1972.
- Sturm am Manaslu. Himalaya-Expeditions-Report. BLV, München 1972, ISBN 3-405-11234-6.
  - Neuauflage: Sturm am Manaslu. Drama auf dem Dach der Welt. Frederking & Thaler, München 2008, ISBN 978-3-89405-858-6.
- Der siebte Grad. Extremes Bergsteigen: Technik, Training, Erlebnis. BLV, München 1973, ISBN 3-405-11261-3.
- Die Extremen. 5 Jahrzehnte 6. Grad. BLV, München 1974, ISBN 3-405-11305-9.
- Klettersteige I – Dolomiten. Athesia, Bozen 1974.
- Bergvölker der Erde: … ehe ihre Spur verweht. Athesia, Bozen 1975.
- Arena der Einsamkeit. Expeditionen gestern, heute, morgen. Athesia, Bozen 1976.
- Die Herausforderung – zwei und ein Achttausender. BLV, München 1976, ISBN 3-405-11884-0.
- Die großen Wände – Geschichten, Routen, Erlebnisse. BLV, München 1977, ISBN 3-405-11795-X.
- Klettersteige II – Ostalpen. Athesia, Bozen 1978.
- Grenzbereich Todeszone. Kiepenheuer & Witsch, Köln 1978, ISBN 3-462-01293-2.
- Everest – Expedition Zum Endpunkt. BLV, München 1978, ISBN 3-405-12088-8.
- Alleingang Nanga Parbat. BLV, München 1979, ISBN 3-405-12090-X.
- Die Alpen (Sigloch-Edition, Künzelsau), 1979.

### 1980–1989
- K2 – Berg der Berge. BLV, München 1980.
- Der gläserne Horizont. Durch Tibet zum Mount Everest. BLV, München 1982, ISBN 3-405-12594-4.
  - Neuauflage: Everest Solo – Der gläserne Horizont. S. Fischer, Frankfurt 2000, ISBN 3-10-049413-X.
- Mein Weg. Goldmann, München 1982.
- Alle meine Gipfel. Herbig, München 1982, ISBN 3-7766-1223-1.
- Bezwungene Gipfel. Herbig, München 1982.
- 3 × 8000 – Mein Großes Himalayajahr. Herbig, München 1983, ISBN 3-7766-1281-9.
- Bergsteiger werden mit Reinhold Messner. BLV, München 1984, ISBN 3-405-12814-5.
- Reinhold Messners Lesebuch. Bruckmann, München 1985, ISBN 3-7654-1984-2.[45]
- Wettlauf zum Gipfel. Herbig, München 1986, ISBN 3-7766-1398-X.
- Freiklettern mit Paul Preuß. BLV, München 1986, ISBN 3-405-13128-6.
- Überlebt – Alle 14 Achttausender. BLV, München 1987, ISBN 3-405-13416-1 (aktualisierte Neuauflage unter dem Titel Überlebt: Meine 14 Achttausender. NG Taschenbuch, Berlin 2013, ISBN 978-3-492-40376-4).
- Die Göttin des Türkis. Der Weg zum Cho Oyu. Bergverlag-Rother, München 1988, ISBN 3-7633-7010-2.
- Meine Dolomiten. Herbig, München 1989, ISBN 3-7766-1545-1.
- Die Option. 1939 stimmen 86 % der Südtiroler für das Aufgeben ihrer Heimat, warum? Ein Lehrstück in Zeitgeschichte. Piper, München 1989, ISBN 3-492-03290-7.
- Die schönsten Gipfel der Welt. Sigloch-Edition, Künzelsau 1989, ISBN 3-89393-060-4.
- Die Freiheit aufzubrechen, wohin ich will. Piper, München 1989, ISBN 3-492-03354-7.

### 1990–1999
- Antarktis – Himmel und Hölle zugleich. Piper, München 1990; S. Fischer, Frankfurt 2002, ISBN 3-596-15727-7.
- Bis ans Ende der Welt. Alpine Herausforderungen im Himalaya und Karakorum. BLV, München 1990, ISBN 3-405-14032-3.
- Rund um Südtirol. Piper, München 1993, ISBN 3-492-03562-0.
- Alle meine Gipfel II. Herbig, München 1993, ISBN 3-7766-1780-2.
- Berge versetzen – Das Credo eines Grenzgängers. BLV, München 1993, ISBN 3-405-14561-9.
- 13 Spiegel meiner Seele. Piper, München 1994, ISBN 3-492-23998-6.
- Nie zurück. BLV, München 1996, ISBN 3-405-15002-7.
- Berg Heil – Heile Berge? BLV, München 1997, ISBN 3-405-15250-X.
- Hermann Buhl. Steiger, München, Hrsg. 1997; AS Verlag, Zürich, Hrsg. 2003.
- G I und G II – Herausforderung Gasherbrum. BLV, München 1998, ISBN 3-405-15465-0.
- Yeti – Legende und Wirklichkeit. S. Fischer, Frankfurt 1998, ISBN 3-596-14737-9.
- Mallorys Zweiter Tod. BLV, München 1999, ISBN 3-405-15840-0.
- Eugen Guido Lammer. Durst nach Todesgefahr . Steiger, München, Hrsg., 1999.

### 2000–2009
- Annapurna. BLV, München 2000, ISBN 3-405-15769-2.
  - Neuauflage: Annapurna. Expeditionen in die Todeszone. Frederking & Thaler, München 2008, ISBN 978-3-89405-859-3.
- Die großen Wände. BLV, München 2000, ISBN 3-405-15981-4.
- Bergvölker. BLV, München 2001, ISBN 3-405-16206-8.
- Reinhold Messners Philosophie. Hrsg. von Volker Caysa und Wilhelm Schmid, Suhrkamp, Frankfurt am Main 2002, ISBN 3-518-12242-8.
- Rettet die Alpen. Piper, München 2002, ISBN 3-492-23557-3.
- Der nackte Berg – Nanga Parbat – Bruder, Tod und Einsamkeit. Malik, München 2002, ISBN 3-89029-211-9.
- Dolomiten – Die schönsten Berge der Welt. C.J. Bucher, München 2002, ISBN 3-7658-1312-5.
- Berge. Herbig, München 2002, ISBN 3-7766-2281-4.
- Vertical – 100 Jahre Kletterkunst. BLV, München 2002.
- Everest – Himmel, Hölle, Himalaja. Vortrag, AUDIOBUCH Verlag, Freiburg 2002, ISBN 3-933199-87-5.
- Mallorys zweiter Tod – Das Everest Rätsel und die Antwort. Piper, München 2002.
- Die weiße Einsamkeit – Mein langer Weg zum Nanga Parbat. Malik, München 2003, ISBN 3-492-24186-7.
- K2 Chogori – Der Große Berg. Frederking & Thaler, München 2004, ISBN 3-89405-629-0.
- König Ortler. BLV, München 2004.
- Reinhold Messner – Mein Leben am Limit zusammen mit Thomas Hüetlin. Malik, München 2004, ISBN 3-89029-285-2.
- Nanga Parbat – Der Schicksalsberg. Vortrag, AUDIOBUCH Verlag, Freiburg 2004, ISBN 3-89964-076-4.
- Gobi – Die Wüste in mir. S. Fischer, Frankfurt 2005, ISBN 3-10-049415-6.
- Grenzenlos zum Erfolg: So wachsen Sie über sich hinaus. Campus Verlag, 2005, ISBN 978-3-593-37899-2
- Am Limit. Vortrag, AUDIOBUCH Verlag, Freiburg 2006, ISBN 3-89964-158-2.
- Mein Weg. Frederking & Thaler, München 2006, ISBN 3-89405-243-0.
- Der verzauberte Berg. BLV, München 2006, ISBN 978-3-8354-0227-0.
- Gebrauchsanweisung für Südtirol. Piper, München 2006, ISBN 978-3-492-27551-4.
- Diamir – König der Berge. Schicksalsberg Nanga Parbat. Frederking & Thaler, München 2008, ISBN 978-3-89405-708-4.
- Vertical – 150 Jahre Kletterkunst. BLV Buchverlag, München 2008, ISBN 3-8354-0380-X.
- Mount Everest. Expeditionen zum Endpunkt. Frederking & Thaler, München 2008, ISBN 978-3-89405-857-9.
- Westwand – Prinzip Abgrund. S. Fischer, Frankfurt 2009, ISBN 978-3-10-049416-0.
- Torre – Schrei aus Stein. Piper Verlag, München 2009, ISBN 978-3-89029-359-2.

### 2010–2019
- Die rote Rakete am Nanga Parbat. Überarbeitete Neuauflage des Buches von 1971. Malik, München 2010, ISBN 978-3-89029-373-8.
- Dolomiten – Weltnaturerbe. Mit Ursula Demeter und Georg Tappeiner (Hrsg.). Tappeiner AG, Lana 2010, ISBN 978-88-7073-560-4.
- Berge versetzen. Das Credo eines Grenzgängers. BLV, München 2010, ISBN 978-3-8354-0591-2.
- On Top. Frauen ganz oben. Malik, München 2010, ISBN 978-3-89029-387-5.
- Karl Maria Herrligkoffer. Besessen, sieghaft, umstritten. 9. Auflg. (1. Auflage 2001), AS Verlag, Zürich 2011, ISBN 978-3-905111-65-1.
- Pol. Hjalmar Johansens Hundejahre. Malik, München 2011, ISBN 978-3-89029-376-9.
- Der Philosoph des Freikletterns. Die Geschichte von Paul Preuß. Malik und National Geographic, München 2011, ISBN 978-3-492-40416-7.
- Bergvölker – Bilder und Begegnungen. BLV, München 2012, ISBN 978-3-8354-0973-6.
- Cho Oyu – Göttin des Türkis. Malik, München 2012, ISBN 978-3-89029-417-9.
- Über Leben. Malik, München 2014, ISBN 978-3-89029-450-6.
- Absturz des Himmels. S. Fischer, Frankfurt a. M. 2015, ISBN 978-3-10-002424-4.
- Wild oder Der letzte Trip auf Erden. S. Fischer, Frankfurt a. M. 2017, ISBN 978-3-10-397318-1.
- Der Eispapst: Die Akte Welzenbach, S. Fischer, Frankfurt a. M. 2019, ISBN 978-3-10-397450-8.

### Seit 2020

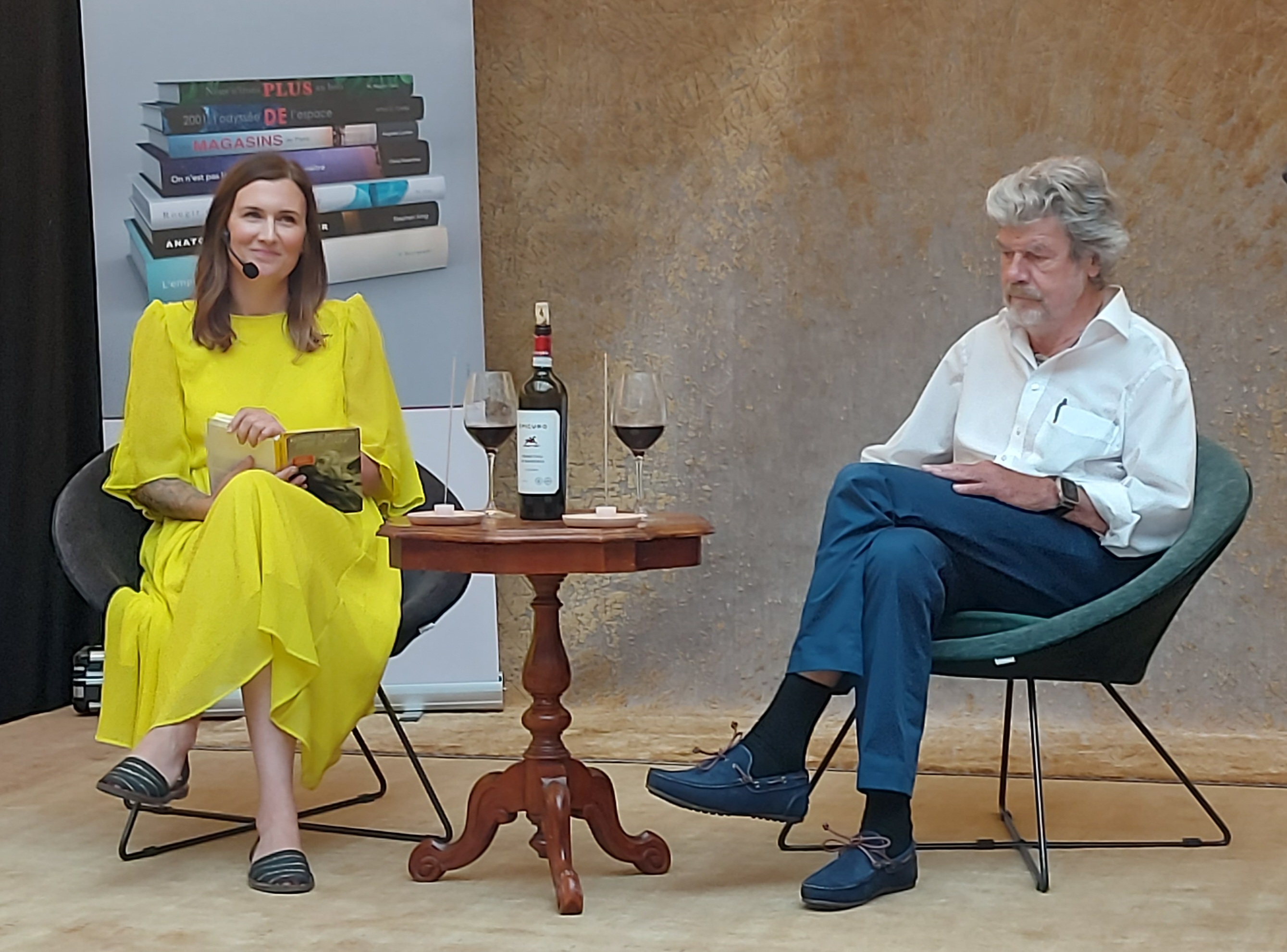
Reinhold und Diane Messner bei der Buchvorstellung „Sinnbilder“ in Luxemburg (2023)

- Layla im Reich des Schneekönigs. Bergwelten, Elsbethen 2020, ISBN 978-3-7112-0025-9.
- »Gehe ich nicht, gehe ich kaputt« – Briefe aus dem Himalaja. Malik, München 2020, ISBN 978-3-89029-502-2.
- »Zwischen DURCHKOMMEN und UMKOMMEN« – Die Faszination des Bergsteigens. Ludwig, München 2021, ISBN 978-3-453-28146-2.
- Sinnbilder: Verzicht als Inspiration für ein gelingendes Leben (mit Diane Messner). S. Fischer, Frankfurt am Main 2022, ISBN 978-3-10-397169-9.
- Gegenwind: Vom Wachsen an Widerständen. Malik, München 2024, ISBN 978-3-89029-595-4.

## Filmografie
- Gasherbrum – Der leuchtende Berg. Regie: Werner Herzog, 1984. Film über Messner und Kammerlander und ihre Doppelüberschreitung von Gasherbrum II und Gasherbrum I.
- Verstehen Sie Spaß? – Kiosk auf dem Matterhorn mit Reinhold Messner, 1988.[46]
- Mount Everest – Todeszone. Dokumentation, 50 Min., erschienen als DVD im Jahr 2002. Dokumentation über die erste Besteigung des Mount Everests ohne zusätzlichen Sauerstoff im Jahr 1978 durch Reinhold Messner und Peter Habeler.
- „Ich bin selber ein Halbnomade.“ Mit Reinhold Messner in der mongolischen Steppe. Dokumentation, 45 Minuten, ein Film von Elke Werry, Produktion: SWR, Erstsendung: 29. Januar 2006.
- Messners Alpen. Dreiteilige Fernsehdokumentation, präsentiert von Reinhold Messner, produziert von Schwenk Film GmbH mit SWR, Wega Film, France 5, S4C Wales, MEDIA-Plus der Europäischen Union, Fernsehfonds Austria, MFG Baden-Württemberg und Filmfonds Rhône-Alpes. Erstsendung: ARD 30./31. Dezember 2007, 1. Januar 2008.
- Höhenrausch: Mit Reinhold Messner in den Dolomiten. Dokumentation, 45 Min., ein Film von Andreas Ammer, Produktion: Bayerischer Rundfunk, Erstsendung: 5. Mai 2005. Ein Porträt, in welchem vor allem auch Messners literarische und philosophische Bedeutung behandelt wird.[47]
- Nanga Parbat. Spielfilm. Regie: Joseph Vilsmaier in Zusammenarbeit mit Reinhold Messner. Kinostart: 14. Januar 2010. Länge: 104 Minuten. Der Film zeichnet die tragischen Ereignisse von 1970 nach, bei denen Messners Bruder am Nanga Parbat starb.[48]
- Messner. Dokudrama, Deutschland 2012. Regie: Andreas Nickel. Länge: 108 Minuten. Kinostart: 27. September 2012. Der Film zeigt Interviews mit Reinhold Messners engsten Vertrauten, Archivmaterial, Familienfotos, stellt wichtige Lebensstationen des Südtiroler Extremsportlers nach und versucht zu ergründen, was ihn antreibt.[49]
- Mensch Messner! Leben am Limit. Fernsehdokumentation des ZDF, Deutschland 2023. Kamera: Tiemo Fenner

Regisseur
- Still Alive – Drama am Mt. Kenya. Dokudrama 2016. Regie: Reinhold Messner. Der Film erzählt die Geschichte von zwei Innsbrucker Medizinstudenten, von denen einer 1970 am Mt. Kenya verunglückte, und dessen Rettungsaktion.[50]
- Mythos Cerro Torre. Dokumentation und Reportage, Argentinien/Chile 2020. Regie: Reinhold Messner. Der Regisseur begibt sich auf Spurensuche nach der Wahrheit um die nicht bewiesene Erstbesteigung durch Cesare Maestri und Toni Egger am 30. Januar 1959.[51]
- Nanga Parbat. Mein Schlüsselberg. Regie: Reinhold Messner, BR, Pakistan, Italien, 81 Minuten, 2020

## Ehrungen
- 1986: Italiens Sportler des Jahres (La Gazzetta dello Sport)
- 1989: Ehrenmitgliedschaft im Explorers Club
- 1998: Am 8. Dezember 1998 Benennung des Asteroiden (6077) Messner zu seinen Ehren
- 2001: Goldmedaille (Patron’s Medal) der Royal Geographical Society
- 2002: Ehrenbürgerschaft der Gemeinde Stilfs
- 2002: Ehrenbürgerschaft der Gemeinde Villnöß
- 2007: Columbus Ehrenpreis der Vereinigung Deutscher Reisejournalisten
- 2010: NatureLife Umweltpreis
- 2014: Verdienstorden der Italienischen Republik (Großoffizier)
- 2014: Courage-Preis der Stadt Bad Iburg
- 2016: UIAA-Ehrenmitglied
- 2018: Prinzessin-von-Asturien-Preis für Sport
- 2019: Romy für Mount Everest – Der letzte Schritt (Beste TV-Doku)[52]
- 2020 wurde eine neu beschriebene Art Schmetterling vom Entdecker Peter Huemer Messners Nelken-Palpenfalter (Caryocolum messneri) benannt. Das Insekt wurde in den Alpen entdeckt und kommt nur in Regionen zwischen Norditalien und Griechenland vor. Der Benenner wählte mit Messner und zwei weiteren außergewöhnliche Alpinisten als Namensgeber, die „auch einen besonderen Bezug zu Natur- und Artenschutz haben.“[53][54]
- 2022: Ehrenzeichen des Landes Tirol[55]
- 2024: Bambi in der Kategorie Unsere Erde[56]